# Laccophilus propinquus
Laccophilus propinquus is een keversoort uit de familie waterroofkevers (Dytiscidae). De wetenschappelijke naam van de soort is voor het eerst geldig gepubliceerd in 1958 door Omer-Cooper.